# Sándor Kónya
Sándor Kónya (ur. 23 września 1923 w Sarkadzie, zm. 20 maja 2002 na Ibizie) – węgierski śpiewak operowy, tenor.

## Życiorys
Studiował w Budapeszcie, Detmold, Rzymie i Mediolanie. Zadebiutował w 1951 roku w Bielefeldzie jako Turiddu w Rycerskości wieśniaczej Pietro Mascagniego. W latach 1954–1955 występował w Darmstadcie, następnie w 1955 roku otrzymał angaż do Städtische Oper w Berlinie. W 1958 roku na festiwalu w Bayreuth kreował tytułową rolę w Lohengrinie. Występował w mediolańskiej La Scali (1960), San Francisco (1960–1965) i Covent Garden Theatre w Londynie (1963). Od 1961 do 1973 roku śpiewał w Metropolitan Opera w Nowym Jorku.
Zasłynął przede wszystkim rolami w operach Richarda Wagnera, kreował też role Kalafa w Turandot Pucciniego, Don Carlosa w Don Carlosie Verdiego i Maksa w Wolnym strzelcu Webera.